# Carex jonesii
Carex jonesii L.H.Bailey es una especie de planta herbácea de la familia de las ciperáceas.

## Hábitat y distribución
Es nativa de la región occidental de Estados Unidos de California a Montana  y Colorado, donde crece en áreas húmedas, especialmente en hábitat subalpino de montaña.

## Descripción
Esta juncia produce racimos de tallos de hasta unos 60 centímetros de altura, rodeado de trozos del herbaje del año anterior enredado con mechones de hojas nuevas.  La densa inflorescencia es uno o dos centímetros de largo, con enredos de oro y negro y escalas en las flores.

## Taxonomía
Carex jonesii fue descrita por  Liberty Hyde Bailey y publicado en Memoirs of the Torrey Botanical Club 1(1): 16. 1889.
Etimología
Ver: Carex
Sinonimia
- Carex nervina var. jonesii (L.H.Bailey) Kük. in H.G.A.Engler (ed.) (1909).[2]